# Mannheimer Institut für intelligente Systeme in der Medizin
Das Mannheimer Institut für Intelligente Systeme in der Medizin (MIISM) ist eine Forschungseinrichtung der Medizinischen Fakultät Mannheim der Ruprecht-Karls-Universität Heidelberg. Es ist deutschlandweit das erste translationale Institut seiner Art, das Medizintechnik, intelligente (Software-)Systeme, klinische Anwendung und einen eigenen Studiengang vereint.
Gegründet wurde das MIISM im Jahr 2019. Die offizielle Eröffnungsveranstaltung fand am 5. Juli 2022 statt, nachdem eine ursprünglich für April 2020 geplante Feier aufgrund der Corona-Pandemie verschoben werden musste. Das MIISM arbeitet interdisziplinär und kooperiert eng mit den Kliniken der Universitätsmedizin Mannheim, den Start-ups des  Gründungs- und Kompetenzzentrum für Medizintechnologie (CUBEX).
Das MIISM ist in drei zentrale Bereiche aufgeteilt: Im Bereich Informationssysteme in der Medizintechnik liegt der Schwerpunkt auf der Entwicklung und Einführung fortschrittlicher Systeme, welche das Datenmanagement optimieren und die Kommunikation zwischen medizinischen Fachkräften fördern. Diese Systeme unterstützen Entscheidungsprozesse durch intelligente Datenanalyse und Integration medizinischer Informationen. Ein weiterer Forschungszweig beschäftigt sich mit der Automatisierung medizinischer Arbeitsabläufe. Ziel ist es hier, Lösungen zu entwickeln, die Prozesse wie Patientenplanung, Datenerfassung und Behandlungsplanung effizienter gestalten. Durch Automatisierung sollen manuelle Tätigkeiten reduziert und Fehler minimiert werden, um eine insgesamt bessere Patientenversorgung zu gewährleisten. Der dritte Forschungsschwerpunkt des MIISM liegt auf der klinischen Translation, also der Überführung neuer Technologien und Forschungsergebnisse aus dem Labor in den klinischen Alltag.
Das Institut bietet den Masterstudiengang Biomedical Engineering an, der Ingenieurwissenschaften mit Biologie und medizintechnischen Anwendungen kombiniert und Studierende darauf vorbereitet, innovative Technologien für das Gesundheitswesen zu entwickeln und anzuwenden. Der Studiengang gilt international als hochkompetitiv, auf mehr als 300 Bewerber kommen 20 Studienplätze pro Jahr.
Seit Juli 2024 hat Frank Giordano die Position des geschäftsführenden Direktors des MIISM übernommen.